# Elsa Brändström

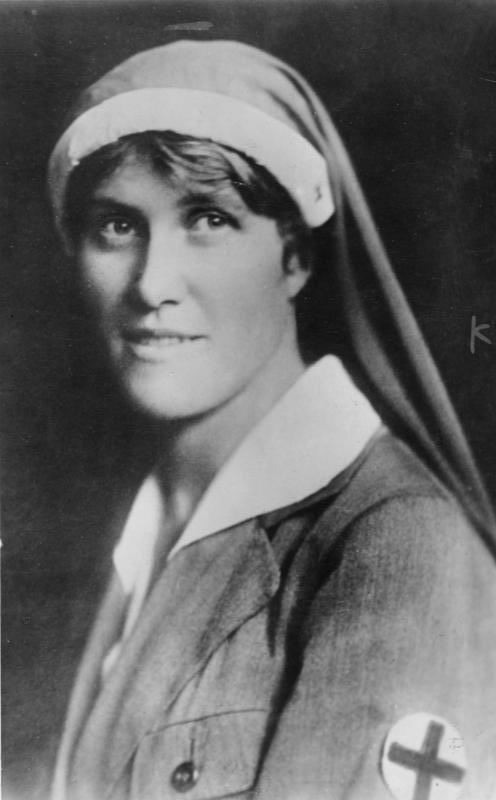
Elsa Brändström (1929)

Elsa Brändström, bekannt und geehrt auch als Elsa Brandström (* 26. März 1888 in Sankt Petersburg; † 4. März 1948 in Cambridge, Massachusetts), war eine schwedische Philanthropin. Sie wurde als „Engel von Sibirien“ bekannt, da sie sich besonders für deutsche und österreichische Kriegsgefangene in den russischen Gefangenenlagern des Ersten Weltkrieges einsetzte.

## Leben und Wirken

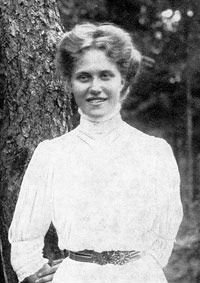
Elsa Brändström (1906)

Elsa Brändström war die Tochter des schwedischen Militärattachés in Russland Per Henrik Edvard Brändström (1850–1921) und seiner Frau Anna Wilhelmina Eschelsson (1855–1913). Sie besuchte Anna Sandströms Lehrerinnenseminar in Stockholm und kehrte 1908 zu ihren Eltern nach Sankt Petersburg zurück. Dort führte sie zunächst ein unbeschwertes Leben als Dame der höheren Gesellschaft. 1913 starb ihre Mutter.

### Erster Weltkrieg
Elsa Brändström erlebte den Beginn des Ersten Weltkrieges in St. Petersburg und meldete sich freiwillig als Krankenschwester bei der russischen Armee. Im Jahr 1915 reiste sie für das Schwedische Rote Kreuz nach Sibirien, um dort für die deutschen Kriegsgefangenen in russischem Gewahrsam eine medizinische Grundversorgung einzurichten. Beim ersten Besuch eines sibirischen Lagers mit ihrer Helferin Ethel von Heidenstam traf sie auf desolate Zustände in völlig überfüllten Baracken. In den Holzschuppen grassierte Fleckfieber; es mangelte an Betten, Decken, Wasser und Waschmöglichkeiten. Brändström infizierte sich bereits bei ihrer ersten Sibirienreise selbst auch mit Fleckfieber. Sie wurde von amerikanischen YMCA-Männern, die auch in der Gefangenenbetreuung tätig waren, auf einem Schlitten ins nächste weit abgelegene Krankenhaus gebracht. Dort erholte sie sich langsam von der schweren Erkrankung. Neben dem Fleckfieber führten auch Typhus, Erfrierungen, Hunger oder Durchfall zu einer Sterblichkeitsquote bis 80 %. Brändström und Heidenstam setzten sich bei den russischen Behörden erfolgreich für eine bessere Betreuung der Kriegsgefangenen ein und organisierten Hilfe über das Deutsche, Schwedische und Österreichische Rote Kreuz. Die Maßnahmen zeigten Erfolg: Im Lager Krasnojarsk sank die Sterblichkeit im Lauf der Zeit auf 18 %. Auch in diesem Lager erkrankte Brändström schwer und befürchtete zu sterben. Da sie große Angst davor hatte, in einem Massengrab zu enden, zimmerten die Kriegsgefangenen einen Sarg, den sie an Brändströms Bett stellten. Danach erholte sie sich wieder und wurde gesund.
Nach ihrer Rückkehr nach St. Petersburg half sie beim Aufbau einer schwedischen Hilfsorganisation. Ihre Arbeit wurde durch den Ausbruch der Oktoberrevolution von 1917 erheblich behindert. 1918 wurde ihr die Arbeitserlaubnis entzogen, sie reiste jedoch trotzdem zwischen 1919 und 1920 mehrmals nach Sibirien. Wegen einer sehr schweren Erkrankung ihres Vaters wollte Brändström nach Schweden zurückkehren, was sich wegen der russischen Revolution aber als sehr schwierig erwies. Nach einer sechswöchigen Geiselhaft in Omsk konnte sie schließlich nach Schweden ausreisen und organisierte von dort aus Geldsammlungen für die Kriegsgefangenen.

### Friedenszeit
Die lange lebensbedrohliche Krankheit ihres Vaters und schließlich sein Tod im November 1921 belasteten Brändström sehr. Sie litt auch stark darunter, dass sie sich in dieser Zeit nicht ausreichend um die Kriegsgefangenen kümmern konnte, die trotz des Kriegsendes immer noch in Sibirien unter unmenschlichen Bedingungen festgehalten wurden. Zeitweilig litt Brändström deswegen auch unter einer Depression. Trotzdem schrieb sie in dieser Zeit ein Buch über ihre Erlebnisse in Russland. 1922 erschien ihr Buch Unter Kriegsgefangenen in Rußland und Sibirien 1914–1920. Es wurde ein großer Erfolg. Die Einnahmen setzte Brändström ein, um ein Arbeitssanatorium für ehemalige kriegsgefangene Deutsche in Bad Marienborn (Landkreis Bautzen) zu errichten. Sie kümmerte sich dort um deutsche Heimkehrer, um Kinder von verstorbenen Kriegsgefangenen und um Kinder von traumatisierten Kriegsgefangenen. Sie erwarb die Schreibermühle bei Lychen (Uckermark) und gründete dort ein Heim für Kinder.
1923 unternahm sie auf eigene Kosten eine sechsmonatige Vortragsreise in die USA, um 100.000 US-Dollar für ein Kinderheim zu sammeln, das sie noch im selben Jahr in Mittweida im Schloss Neusorge für 200 Kinder einrichtete und sieben Jahre lang betrieb. 1925 folgte eine Vortragsreise durch Schweden. Sie war eine Mitbegründerin der Studienstiftung des deutschen Volkes. 1927 wurde ihr von der Universität Tübingen die Ehrendoktorwürde verliehen.
Im Jahr 1929 reiste sie in die 1922 gegründete Sowjetunion, um Ansiedlungsmöglichkeiten für ehemalige Kriegsgefangene in Sibirien zu schaffen, musste das Vorhaben aber aufgeben, da private Initiativen im Sowjetsystem nicht gewollt waren. Noch im selben Jahr heiratete sie in Schmeckwitz-Marienborn den Ministerialbeamten und Professor Robert Ulich und zog mit ihm nach Dresden. 1931 verkaufte sie die Schreibermühle und übergab das Heim Neusorge an den Leipziger Fürsorgeverband. Sie gründete die Elsa-Brändström-Werbegemeinschaft der Frauen (Fonds für Studiengelder ehemaliger Kinder aus Neusorge). Am 3. Januar 1932 kam ihre Tochter Brita in Dresden zur Welt, nachdem Brändström-Ulich vorher mehrere Fehlgeburten hatte.  Hitler und sein Propagandaminister Goebbels wollten Brändström-Ulich für die Nationalsozialisten gewinnen, sie lehnte aber eine Kooperation kategorisch ab.
1933 nahm Robert Ulich eine Professur an der Harvard University an, da er als bekannter Sozialist Repressalien des NS-Regimes befürchtete. Er übersiedelte mit seiner Familie in die USA, wo sich Elsa Brändström-Ulich um Flüchtlingshilfe für ankommende Deutsche und Österreicher kümmerte. 1939 eröffnete sie den „Window-Shop“, ein Restaurant als Arbeitsbeschaffungsmaßnahme für Flüchtlinge in Cambridge (Massachusetts), einem Vorort von Boston. Diese Einrichtung wurde 1948 zu ihren Ehren in „Elsa Brandstrom Ulich Assistance Fund“ umbenannt.

### Zweiter Weltkrieg

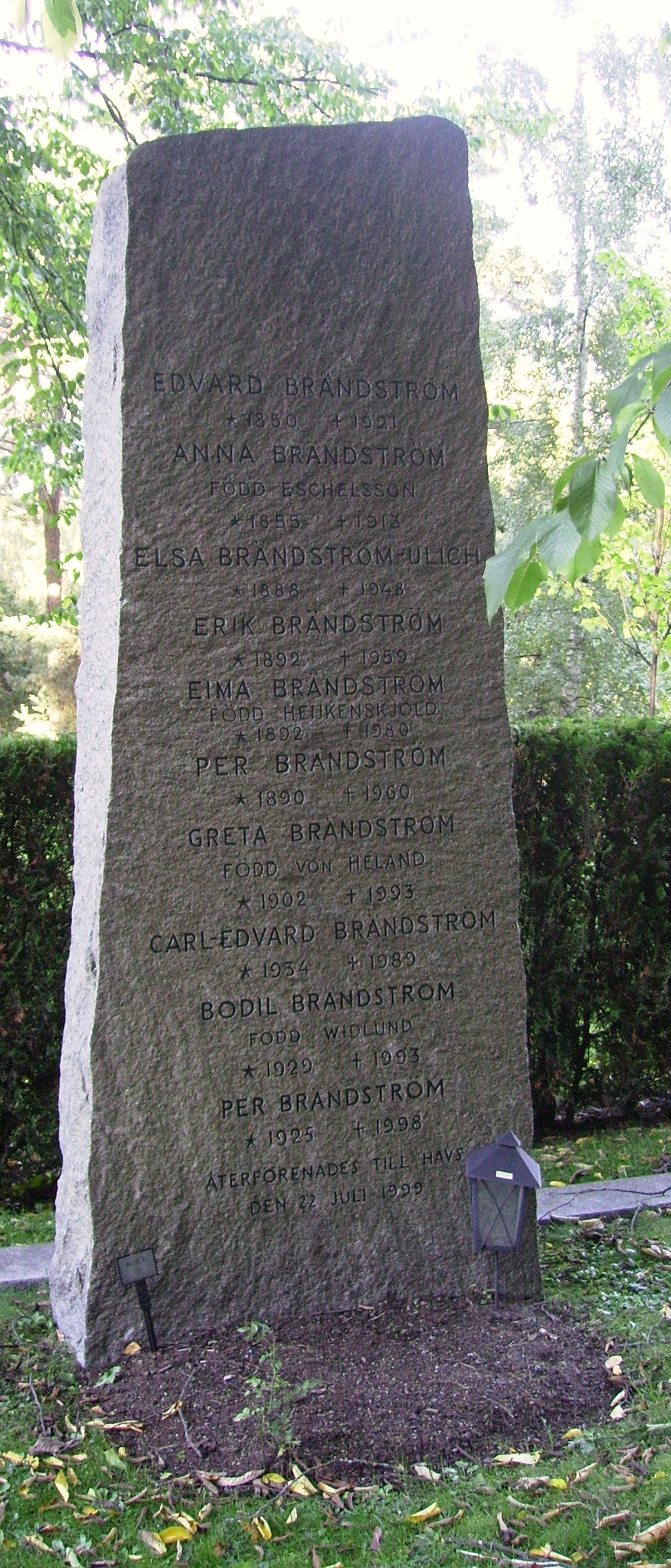
Grab der Familie Brändström in Schweden

Gegen Kriegsende begann sie mit einer Hilfsaktion für notleidende Kinder in Deutschland, woraus schließlich die Organisationen CARE International (Cooperative for American Relief in Europe) und CRALOG (Council of Relief Agencies Licensed for Operation in Germany) entstanden. Im Jahr 1945 unternahm sie eine letzte Vortragsreise durch Europa für den Save the Children Fund.
Ihre letzte geplante Reise (nach Deutschland) konnte sie wegen ihrer Krankheit nicht mehr antreten. Elsa Brändström starb 1948 in Cambridge an Knochenkrebs im Alter von 59 Jahren. Ihre letzte Ruhestätte fand sie auf dem Nordfriedhof von Solna außerhalb von Stockholm.

## Zitate
„Der Krieg hat viele Heldinnen in den verschiedenen Nationen hervorgebracht, aber nach meiner Meinung nie wieder jemanden, der mehr wert wäre, verehrt zu werden, als Elsa Brändström.“

„Es ist ein kostbares Geschenk, einem Menschen zu begegnen, in dem die Liebe – und das heißt Gott – sich so überwältigend offenbart. Solcher Liebe gegenüber verlieren theologische Anmaßung und fromme Isolierung ihren Boden. […] Ihr Leben war der unwiderlegbare Beweis für die Wahrheit, daß Liebe die vollkommenste Seinsmacht ist, auch in einem Jahrhundert, das zu den dunkelsten, zerstörendsten und grausamsten aller Jahrhunderte seit Beginn der Menschheitsgeschichte gehört.“

## Werke
- 1921 Bland krigsfångar i Ryssland och Sibirien 1914–1920. 1922 auf Deutsch von Margarete Klante: Unter Kriegsgefangenen in Rußland und Sibirien – 1914–1920
- Hanna Lieker-Wentzlau (Hg.), Elsa Brändström, Margarete Klante u. a.: Elsa Brändström – Dank. Das Ehrenbuch nordischer und deutscher Schwesternhilfe für die Kriegsgefangenen in Sibirien, Heliand (sieben Auflagen von 1932 bis 1942)

## Ehrungen

### Auszeichnungen

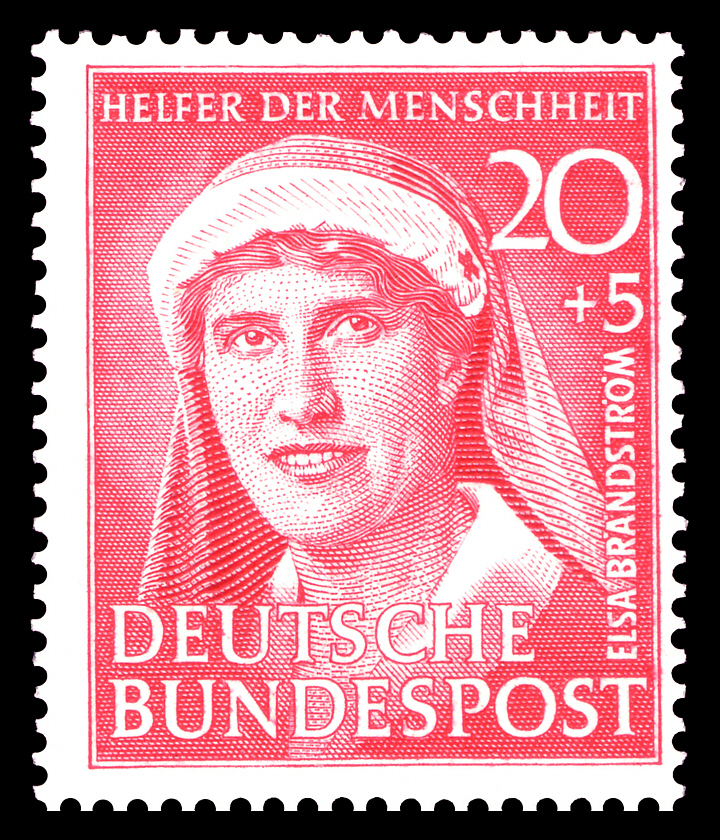
Briefmarke (1951) aus der Serie Helfer der Menschheit

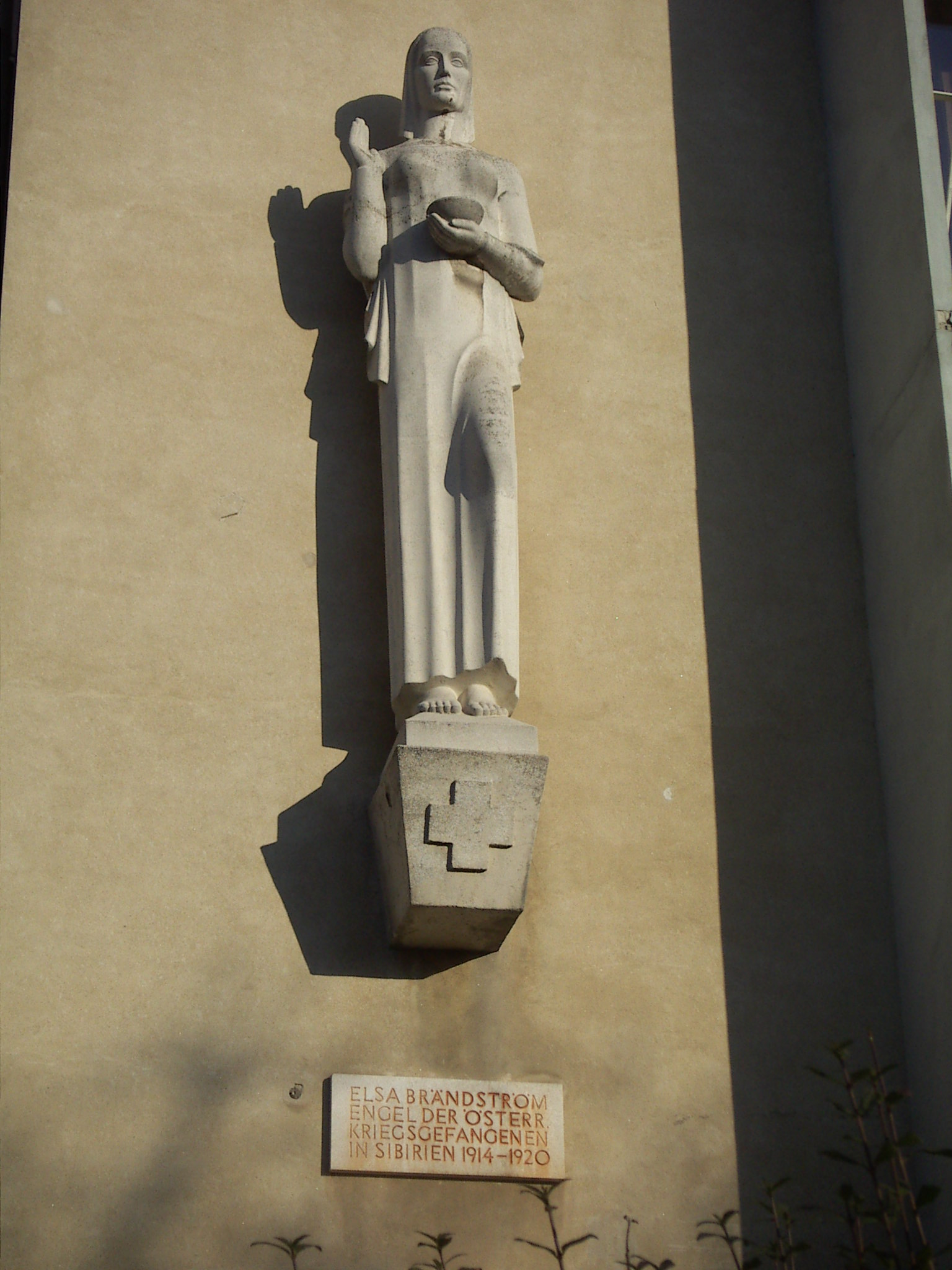
Skulptur mit Gedenktafel in Krems an der Donau

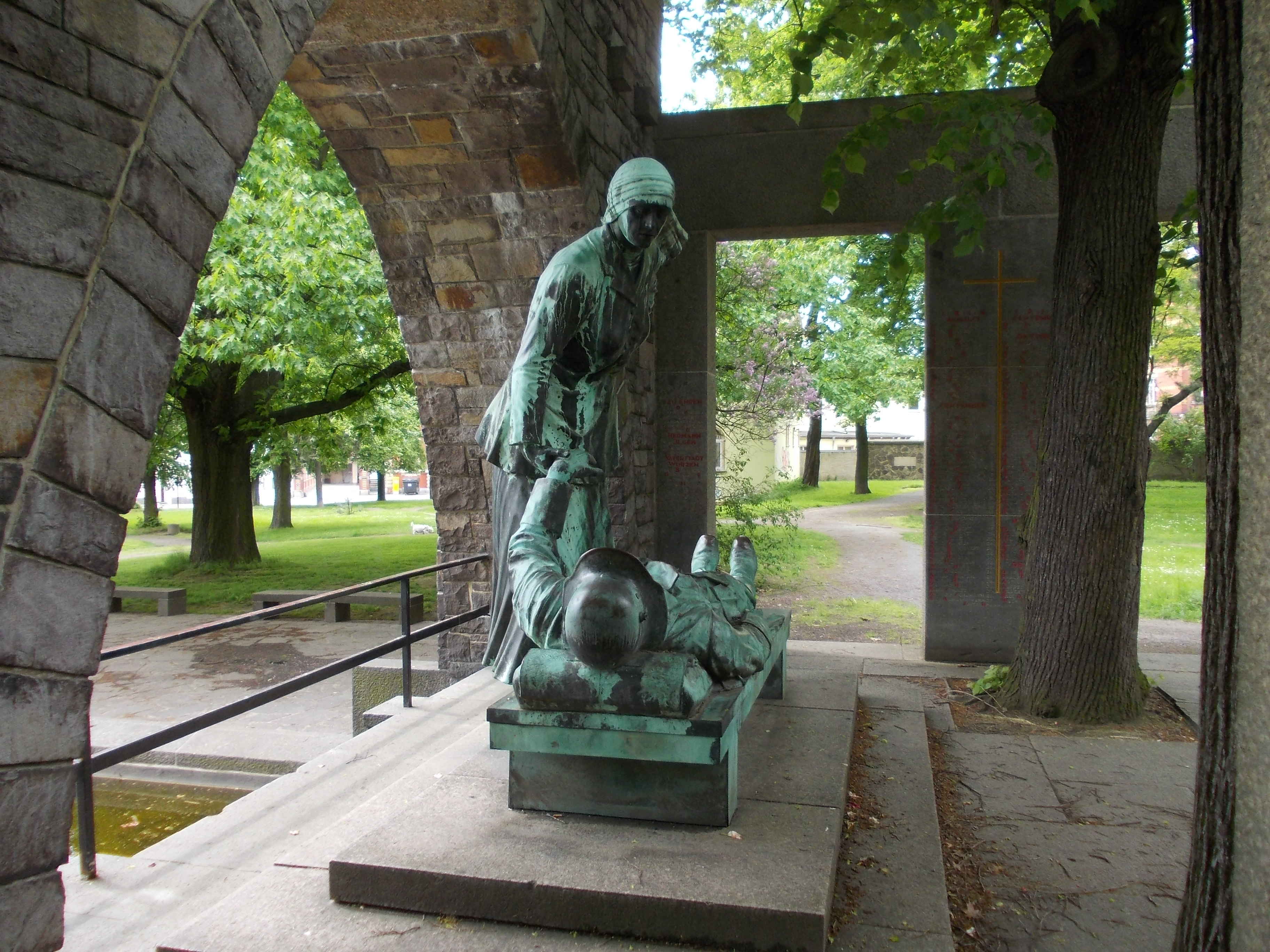
Denkmal für die Gefallenen des Ersten Weltkrieges in Wurzen (1930) mit Elsa Brändström als Sanitäterin

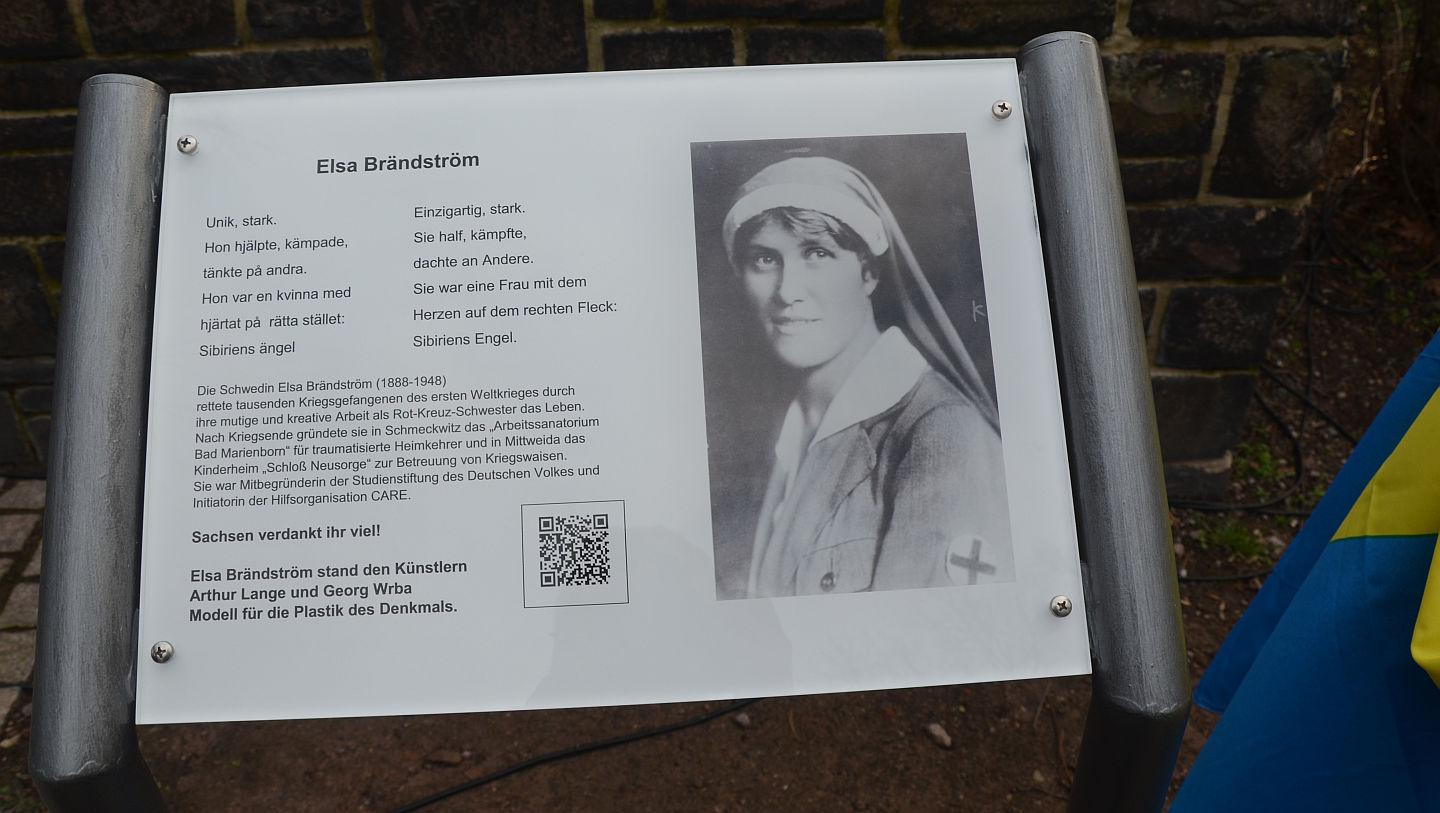
Gedenktafel in Wurzen

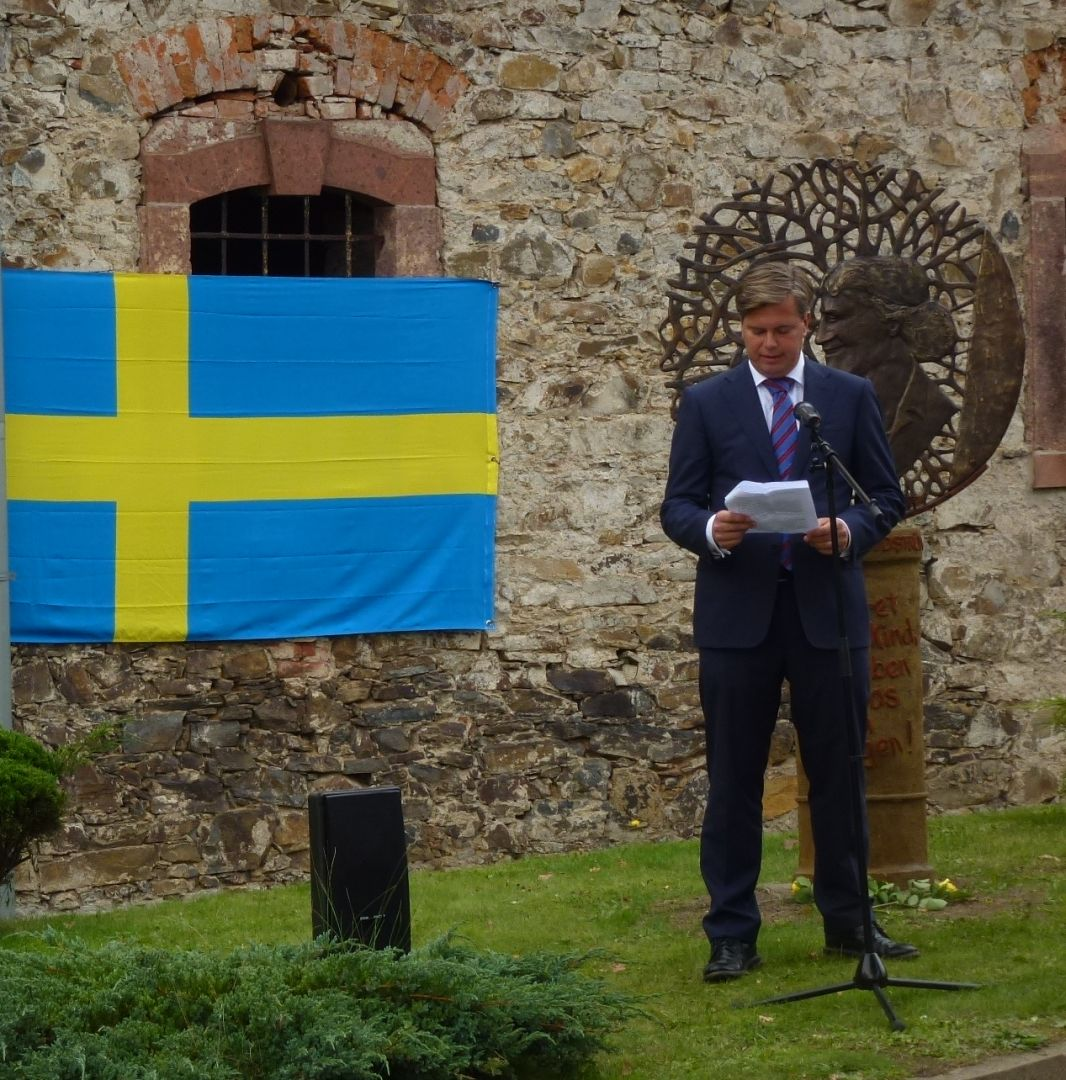
Schwedischer Botschafter bei der Einweihung des Brändström-Denkmals vor Schloss Neusorge

- Silberplakette des Deutschen Reiches, 1920
- Vereinigte Friedrichs-Universität Halle-Wittenberg (ab 1933 Martin-Luther-Universität Halle-Wittenberg), Ehrenmitglied, 7. Februar 1921[13]
- Universität Tübingen, Ehrendoktor der Rechte, 1926: Der deutsche Diplomat Harry Graf Kessler (1868–1937) bezeichnete sie dabei als „Die nordische Jeanne d'Arc“.[14]
- Universität Upsala in Schweden, Ehrendoktor
- Universität Königsberg, Ehrendoktor
- Zahlreiche Ehrungen verschiedener Korporationen[15]
- Fünfmal offiziell für den Friedensnobelpreis nominiert: 1922, 1923 (zweimal), 1928 und 1929[16]
- Goldene Seraphinenmedaille zum Königlichen Seraphinenorden, Verdienstorden des Königreiches Schweden[17]

### Gedenktag
Der 4. März ist im Evangelischen Namenkalender Gedenktag für Elsa Brändström.

### Denkmäler
- Skulptur zum Gedenken an Elsa Brändström in Krems an der Donau, darunter eine Gedenktafel, die sie als „Engel der österr. Kriegsgefangenen in Sibirien 1914–1920“ würdigt
- Das Denkmal für die Gefallenen des Ersten Weltkriegs in Wurzen, vollendet von Georg Wrba und eingeweiht am 11. Mai 1930, zeigt Elsa Brändström als Sanitäterin.[19][20] Auf einer Gedenktafel, die am 8. März 2016 in Wurzen enthüllt wurde, ist zu lesen: „Elsa Brändström stand den Künstlern Arthur Lange und Georg Wrba Modell für die Plastik des Denkmals.“
- Brändström-Denkmal vor Schloss Neusorge, eingeweiht am 19. September 2014

### Elsa Brändström als Namensgeberin
- Viele Straßen in Deutschland und Österreich tragen ihren Namen, z. B. in Hannover-Linden,[21] Freiburg im Breisgau,[22] Halle (Saale), in Bonn-Beuel, die Elsa-Brändström-Straße in Berlin-Pankow, Dülmen, Mainz, Lüdenscheid, Osnabrück, Schortens und Solingen, die Brändströmstraße in Wuppertal, in Jena, Mannheim und Lünen oder auch der Elsa-Brändström-Weg in Münster, Gotha und Wennigsen (Deister). In Österreich gibt es die Elsa-Brandström-Straße in der Stadt Amstetten, Niederösterreich.
- Namensgeberin für Schulen, z. B. das Elsa-Brändström-Gymnasium Oberhausen, Elsa-Brändström-Gymnasium München, die Elsa-Brändström-Realschule in Essen oder die Elsa-Brändström-Schule Hannover (siehe auch Elsa-Brändström-Schule). In Österreich gibt es die Volksschule und den Kindergarten Elsa-Brandström in der Stadt Amstetten, Niederösterreich.
- Auch Vereine und gemeinnützige Organisationen sind nach ihr benannt. 1948 Benennung der DRK-Schwesternschaft Elsa Brändström e. V., deren Mutterhaus sich in den Anfangsjahren beim Marinelazarett Flensburg-Mürwik befand und heutzutage bei der Teufelsbrücke im Stadtteil Fruerlund.
- Evangelisches Gemeindehaus Elsa Brändström in Demmin und Elsa Brändström Haus in Hamburg

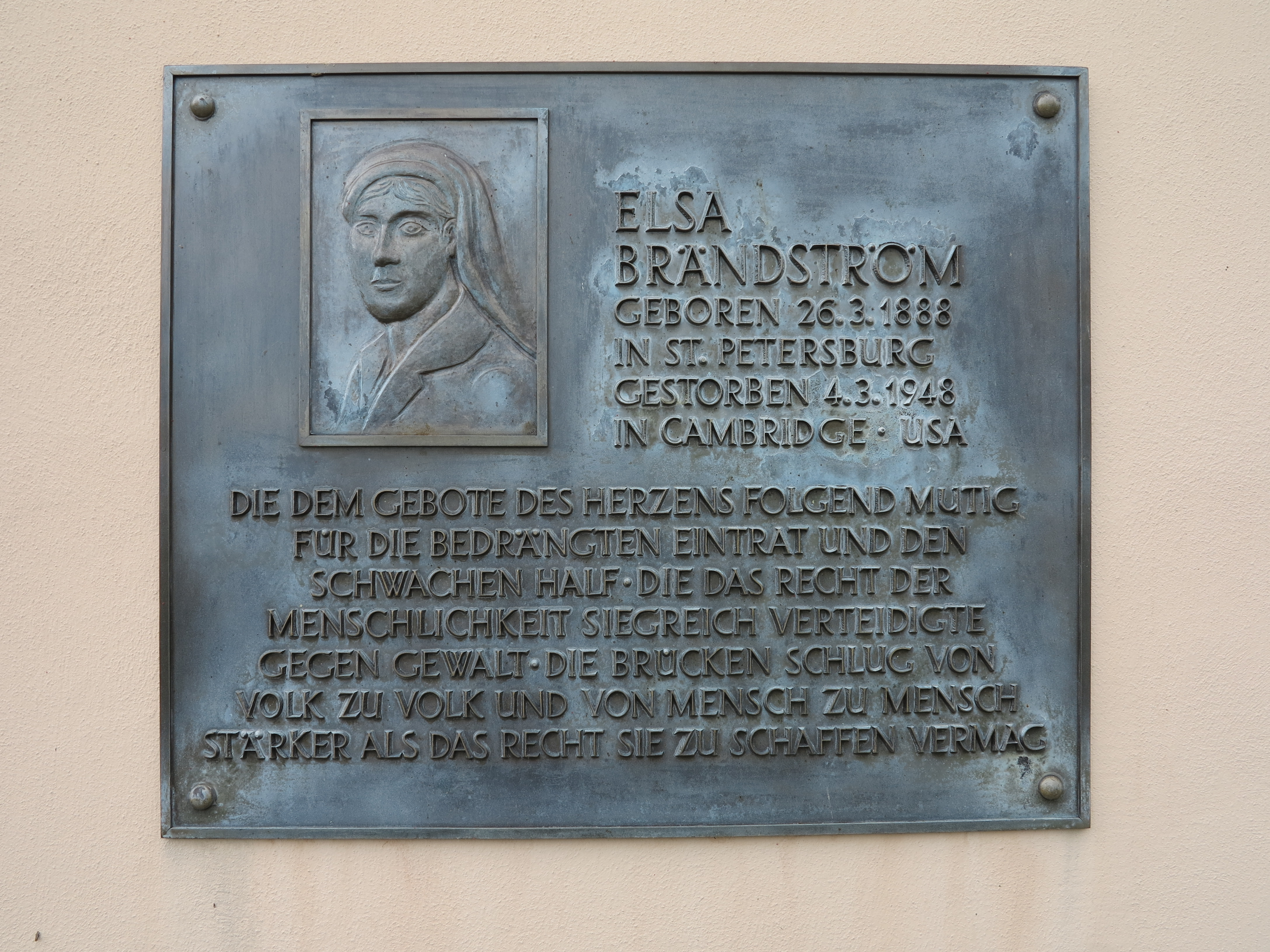
Diese Tafel am Haus Bad Marienborn in Schmeckwitz erinnert an Elsa Brandström.

- Diese Tafel am Haus Bad Marienborn in Schmeckwitz erinnert an Elsa Brandström.Haus Bad Marienborn in SchmeckwitzAuf der gegenüberliegenden Straßenseite ein Schaukasten: Zur Erinnerung an die Tätigkeit der Schwedin Elsa Brandström für ihr aufopferungsvolles Wirken in Bad Marienborn-SchmeckwitzNeben der ev.-luth. Dorfkirche erinnert ein Denkmal an das Wirken von Elsa Brandström in Schmeckwitz

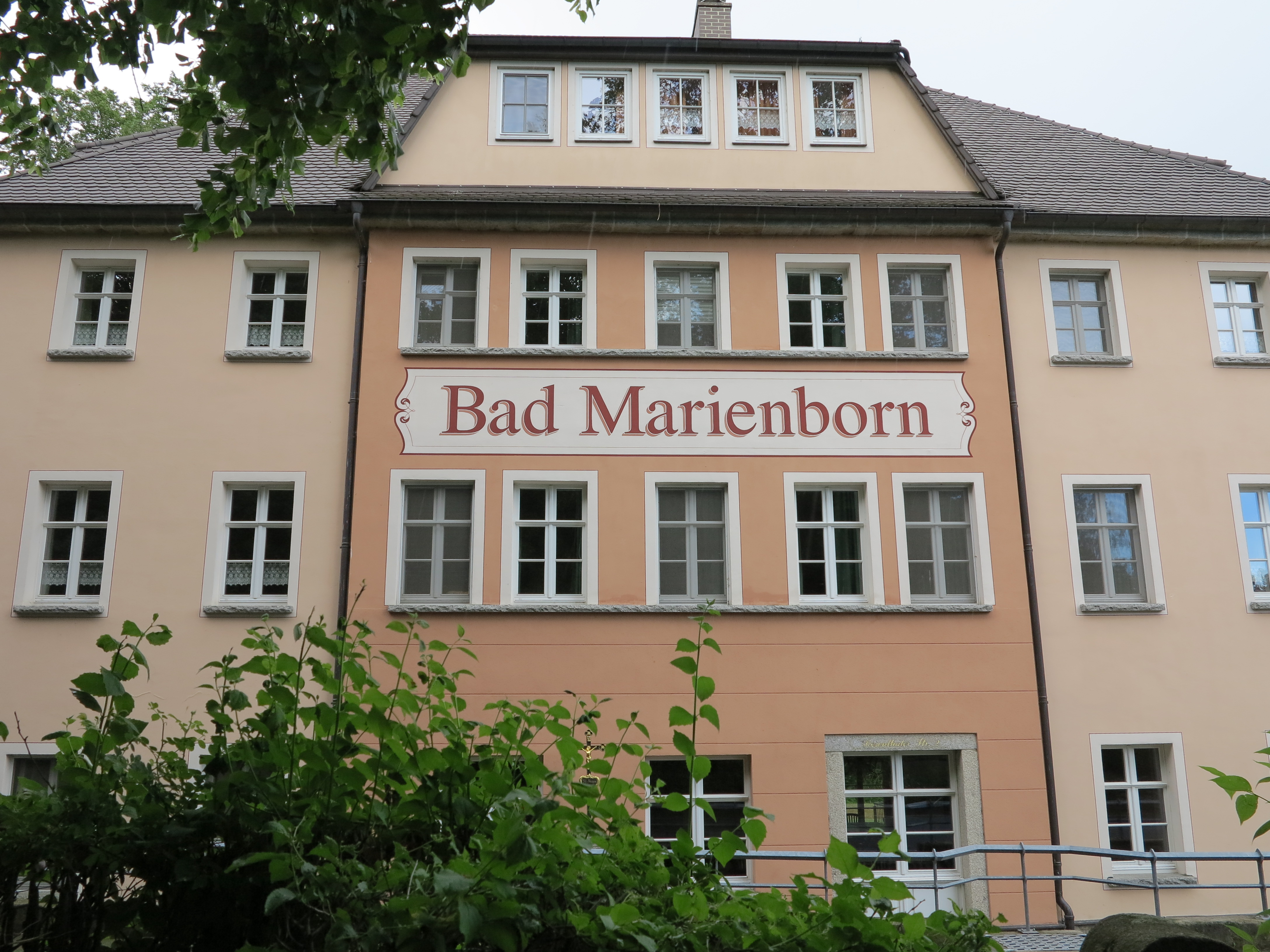
Haus Bad Marienborn in Schmeckwitz

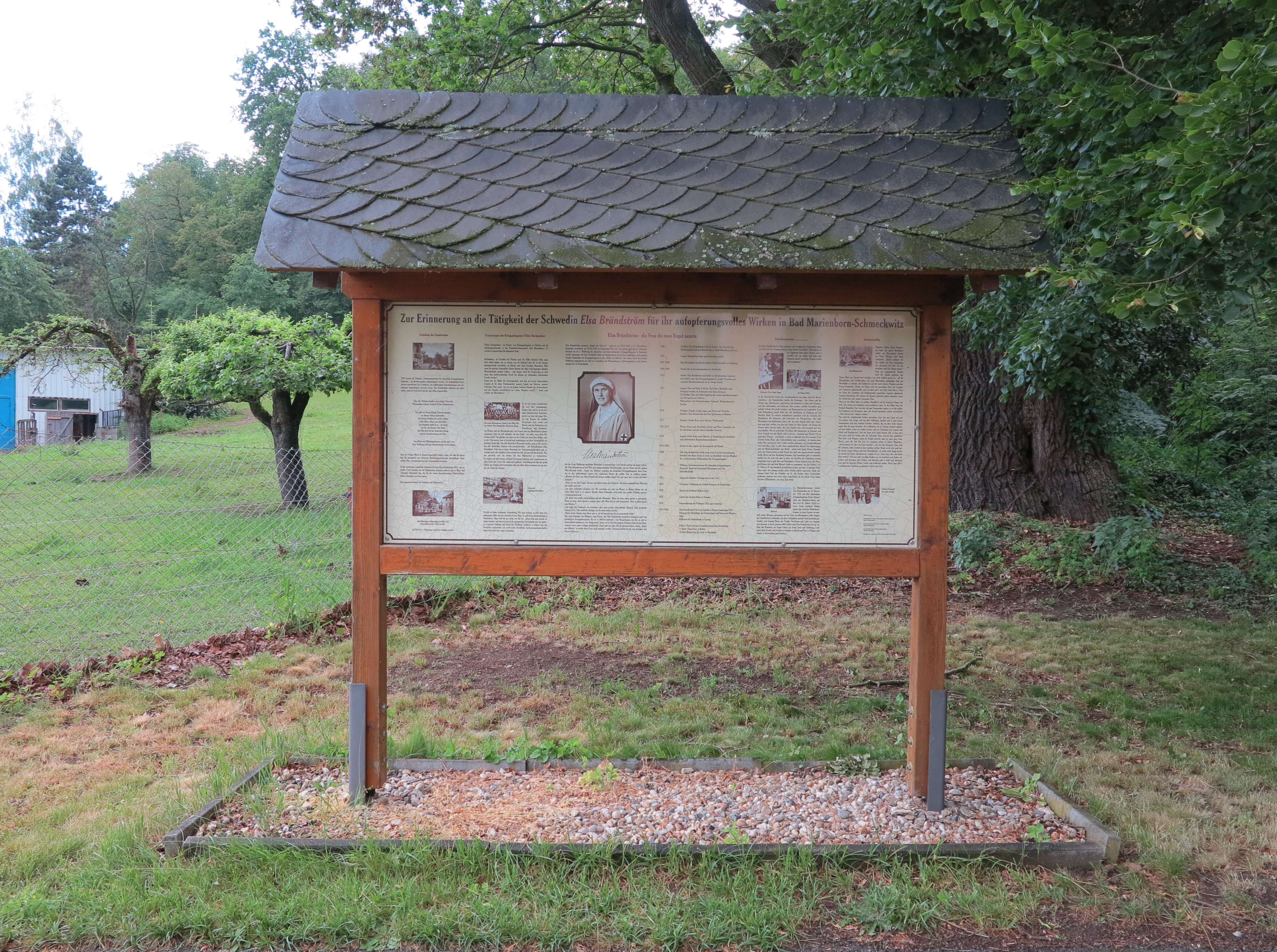
Auf der gegenüberliegenden Straßenseite ein Schaukasten: Zur Erinnerung an die Tätigkeit der Schwedin Elsa Brandström für ihr aufopferungsvolles Wirken in Bad Marienborn-Schmeckwitz

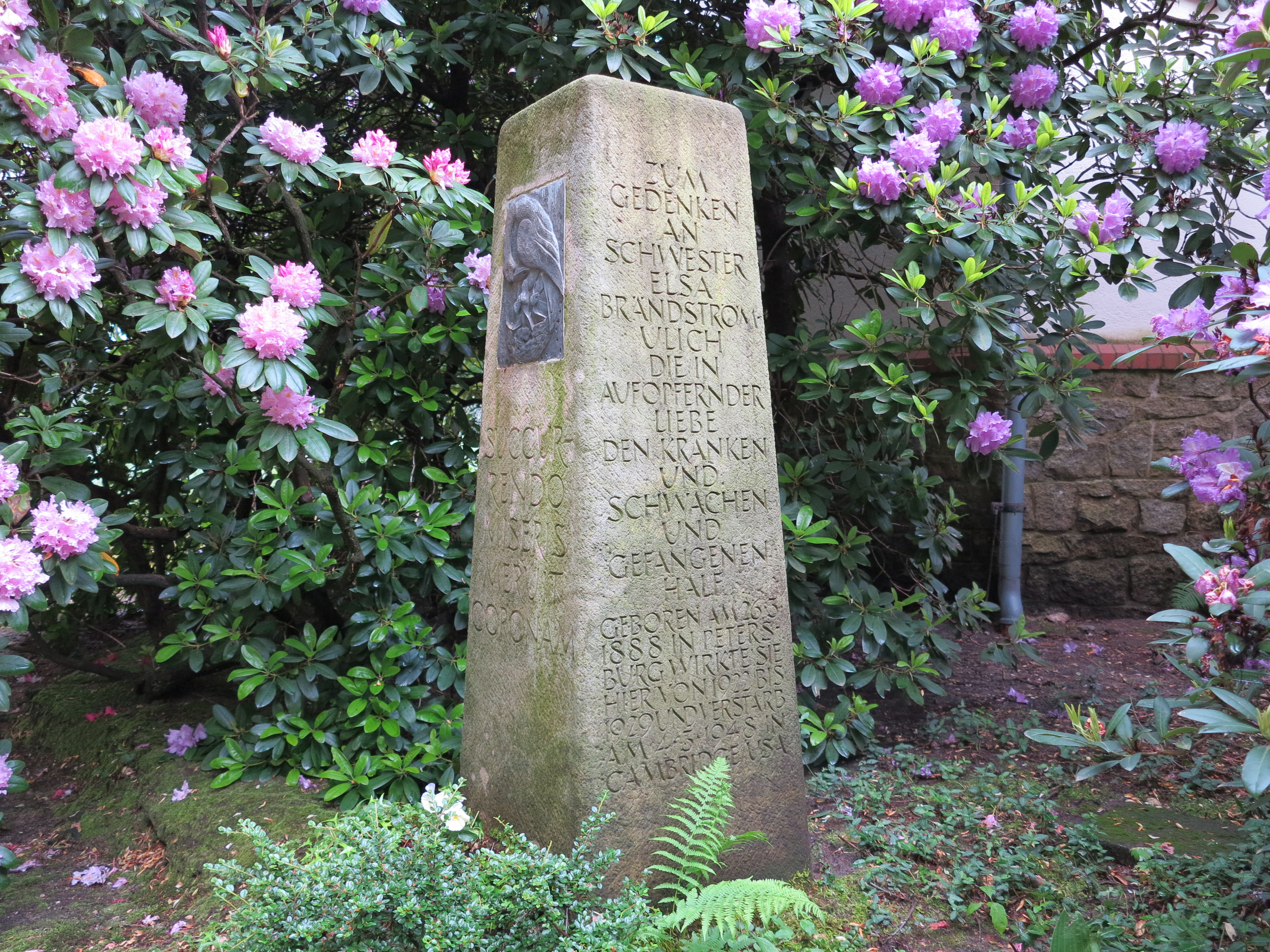
Neben der ev.-luth. Dorfkirche erinnert ein Denkmal an das Wirken von Elsa Brandström in Schmeckwitz

## Filme
- Elsa Brändström: Stationen eines ungewöhnlichen Lebens, Fernsehfilm (D),[23] 1970/1971, Erstausstrahlung: 26. März 1971, ZDF. Regie: Fritz Umgelter, Drehbuch: Hans Wiese. Darsteller: Renate Zillessen (als Elsa Brandström), Hans Epskamp (als General Brandström), Heidi Leupolt-Kröll (als Ethel von Heidenstam), Alexis von Hagemeister (als Carl Gerhard von Heidenstam), Günter Mack (als Alfred Knox), Volkert Kraeft (als Jan Lundberg), Sigfrit Steiner, Alf Marholm (als Professor Ulrich), Gisela Hoeter, Berta Drews.
- Elsa Brändström – Der Engel von Sibirien, Teil der Serie Geschichte Mitteldeutschlands, Erstausstrahlung: 17. August 2014.[24]

## Ausstellung und Sammlung
Elsa Brändström ist eine Ausstellung gewidmet, die 2017 und 2018 im Frauenmuseum Bonn, im Tapetenwerk Leipzig und in der Klosterkirche Grimma Station machte. Geschaffen haben sie 40 Künstlerinnen der GEDOK Bonn und Leipzig, der 1926 gegründeten Künstlerinnenvereinigung.
2022 übernahm das Stadtarchiv der Stadt Mittweida die Elsa-Brändström-Sammlung, bestehend aus verschiedenen Büchern, Schriften, Briefen, aber auch Postkarten und Bildern zu Brändströms Leben und Wirken.